# جون براون (سياسي أمريكي، مواليد 1760)
جون براون (بالإنجليزية: John Brown)‏ هو سياسي أمريكي، ولد في عقد 1760، وتوفي في 13 ديسمبر 1815. انتخب عضو مجلس النواب لولاية ماريلند وانتخب عضو مجلس النواب الأمريكي.